# Pallanuoto ai XV Giochi asiatici
Il XV torneo asiatico di pallanuoto è stato disputato a Doha, nell'Al-Sadd Aquatic Centre, dal 6 al 14 dicembre 2006, nel corso dei XV Giochi asiatici.
Al torneo erano iscritte 10 nazionali, ma le Filippine si sono ritirate prima dell'inizio della competizione. Le squadre hanno disputato due gironi preliminari che hanno qualificato le prime due classificate alle semifinali.

La Cina è tornata al successo sconfiggendo in finale il Giappone e conquistando la medaglia d'oro per la quinta volta in assoluto.

## Fase preliminare

### Gruppo A
| 6 dicembre , ore 18:30 | Kazakistan | 10 – 10 | Iran |  |

| 7 dicembre , ore 11:30 | Qatar | 3 – 17 | Iran |  |

| 8 dicembre , ore 17:00 | Kazakistan | 13 – 5 | Corea del Sud |  |

| 9 dicembre , ore 10:00 | Corea del Sud | 31 – 5 | Qatar |  |

| 10 dicembre , ore 17:00 | Iran | 14 – 6 | Corea del Sud |  |

| 10 dicembre , ore 18:30 | Kazakistan | 18 – 4 | Qatar |  |

|    | Squadra       | Punti | G | V | N | P | GF | GS | Diff |
| -- | ------------- | ----- | - | - | - | - | -- | -- | ---- |
| 1. | Kazakistan    | 5     | 3 | 2 | 1 | 0 | 41 | 19 | +22  |
| 2. | Iran          | 5     | 3 | 2 | 1 | 0 | 41 | 19 | +22  |
| 3. | Corea del Sud | 2     | 3 | 1 | 0 | 2 | 42 | 32 | +10  |
| 4. | Qatar         | 0     | 3 | 0 | 0 | 3 | 12 | 66 | -54  |
| .  | Filippine     | rit   | - | - | - | - | -  | -  | -    |

### Gruppo B
| 6 dicembre , ore 10:00 | Arabia Saudita | 19 – 9 | Hong Kong |  |

| 6 dicembre , ore 11:30 | Cina | 12 – 6 | Uzbekistan |  |

| 7 dicembre , ore 17:00 | Uzbekistan | 14 – 5 | Hong Kong |  |

| 7 dicembre , ore 18:30 | Cina | 16 – 13 (5-2, 9-6, 12-10) | Giappone |  |

| 8 dicembre , ore 10:00 | Uzbekistan | 14 – 4 | Arabia Saudita |  |

| 8 dicembre , ore 11:30 | Giappone | 36 – 3 (9-1, 16-3, 25-3) | Hong Kong |  |

| 9 dicembre , ore 17:00 | Giappone | 16 – 6 (3-1, 8-3, 10-5) | Arabia Saudita |  |

| 9 dicembre , ore 18:30 | Cina | 14 – 2 | Arabia Saudita |  |

| 10 dicembre , ore 10:00 | Cina | 17 – 4 | Hong Kong |  |

| 10 dicembre , ore 11:30 | Giappone | 23 – 9 (3-3, 11-5, 16-7) | Uzbekistan |  |

|    | Squadra        | Punti | G | V | N | P | GF | GS | Diff |
| -- | -------------- | ----- | - | - | - | - | -- | -- | ---- |
| 1. | Cina           | 8     | 4 | 4 | 0 | 0 | 59 | 25 | +34  |
| 2. | Giappone       | 6     | 4 | 3 | 0 | 1 | 88 | 34 | +54  |
| 3. | Uzbekistan     | 4     | 4 | 2 | 0 | 2 | 43 | 44 | -1   |
| 4. | Arabia Saudita | 2     | 4 | 1 | 0 | 3 | 31 | 53 | -22  |
| 5. | Hong Kong      | 0     | 4 | 0 | 0 | 4 | 21 | 86 | -65  |

## Fase finale

### Semifinali
| 12 dicembre , ore 18:30 | Cina | 12 – 7 (2-0, 6-1, 9-3) | Iran |  |

| 12 dicembre , ore 20:00 | Kazakistan | 4 – 5 (rig) (2-2, 2-3, 4-5, 5-5; 5-5) | Giappone |  |

#### 5º - 8º posto
| 12 dicembre , ore 11:30 | Corea del Sud | 11 – 14 | Arabia Saudita |  |

| 12 dicembre , ore 17:00 | Uzbekistan | 13 – 2 | Qatar |  |

### Finali

#### 7º posto
| 13 dicembre , ore 17:00 | Corea del Sud | 22 – 13 | Qatar |  |

#### 5º posto
| 13 dicembre , ore 18:30 | Arabia Saudita | 11 – 14 | Uzbekistan |  |

#### Finale per il Bronzo
| 14 dicembre , ore 17:00 | Kazakistan | 12 – 8 (4-3, 6-3, 9-4) | Iran |  |

#### Finale per l'Oro
| 14 dicembre , ore 18:30 | Cina | 9 – 8 (0-3, 3-5, 8-8) | Giappone |  |

## Classifica finale
| Pos.    | Squadra        |
| ------- | -------------- |
| Oro     | Cina           |
| Argento | Giappone       |
| Bronzo  | Kazakistan     |
| 4       | Iran           |
| 5       | Uzbekistan     |
| 6       | Arabia Saudita |
| 7       | Corea del Sud  |
| 8       | Qatar          |
| 9       | Hong Kong      |
| -       | Filippine      |

## Fonti
- (EN) AASF - All Asian Games results (PDF), su asiaswimmingfederation.org. URL consultato il 18 marzo 2011 (archiviato dall'url originale l'11 agosto 2011).
- (EN) Todor66.com - Sport statistics Archive, su todor66.com.